# Zaborze (Oświęcim)
Pour les articles homonymes, voir Zaborze.
Zaborze est une localité polonaise de la gmina et du powiat d'Oświęcim en voïvodie de Petite-Pologne.